# Gottes Zeit ist die allerbeste Zeit
Actus Tragicus
Gottes Zeit ist die allerbeste Zeit (« Le temps de Dieu est le meilleur des temps »), BWV 106, aussi connue sous le nom Actus Tragicus, est une cantate religieuse de Jean-Sébastien Bach composée à Mühlhausen entre septembre 1707 et juin 1708. C'est une des premières cantates de Bach, composée alors que Bach n'avait probablement pas plus de vingt-deux ans. Cependant, cette cantate se range parmi les plus importantes de ses œuvres. Directement inspirée de textes bibliques, elle présente une profondeur d'une grande intensité. Alfred Dürr a qualifié cette cantate d'« œuvre d'un génie tel que même les plus grands maîtres y parviennent rarement... l'Actus Tragicus appartient à la plus haute littérature musicale du monde ».
La cantate est écrite pour petit ensemble : deux flûtes à bec, deux violes de gambe et basse continue avec quatre voix solistes, soprano, alto, ténor et basse.
Le thème de la cantate est la mort, présentée dans une première partie conformément à l'ancien testament : l'Homme doit mourir, au temps choisi par Dieu et s'y préparer en pratiquant l'ordre et la sagesse. Dans une deuxième partie est exposée la "nouvelle alliance" : la mort de l'Homme, à l'image de la mort du Christ, ouvre la voie à sa résurrection au paradis, et ce sens spirituel permet d'aborder la mort avec confiance et même joie, message donné par le cantique de Siméon.

## Histoire

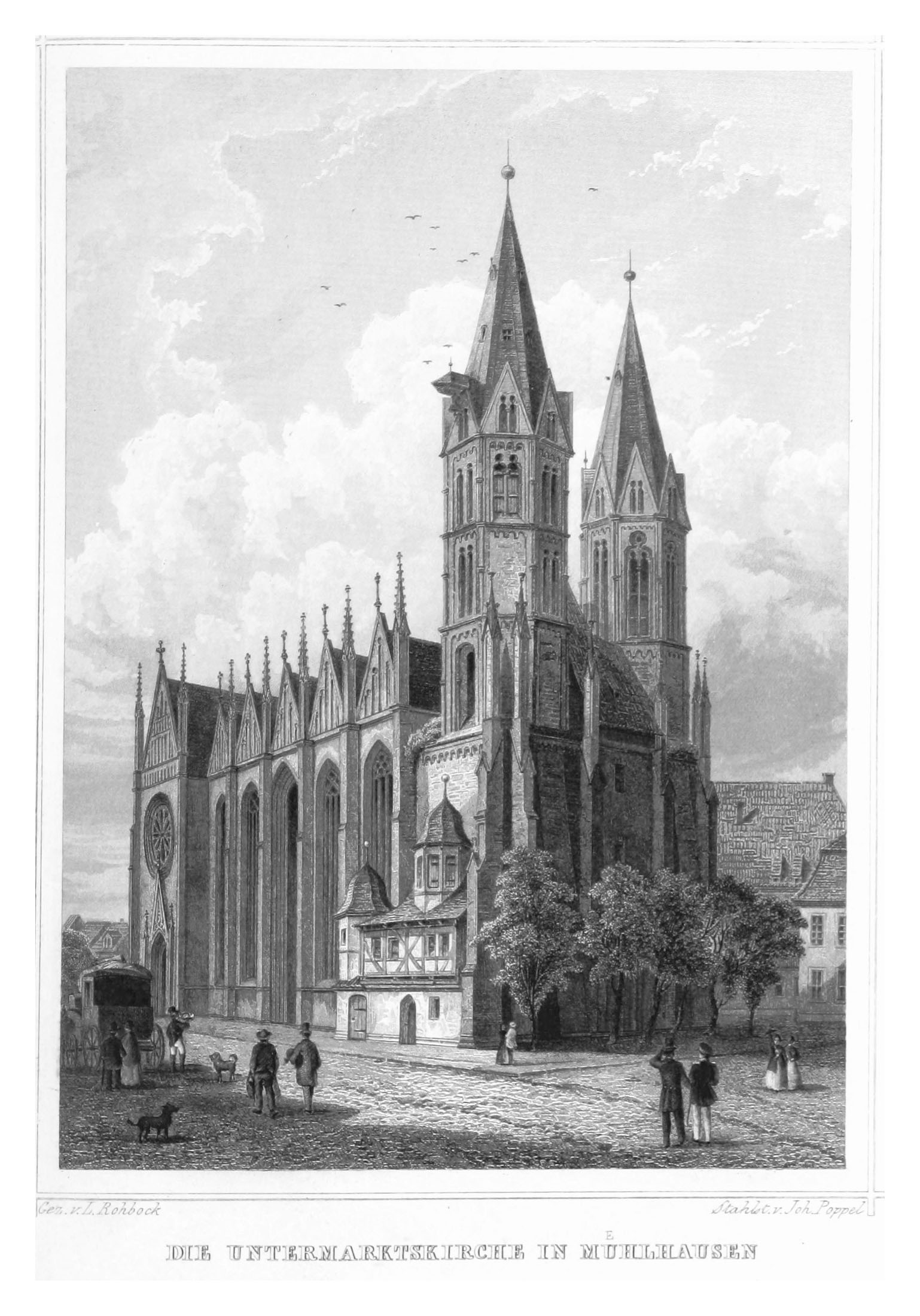
où Bach était organiste à l'époque de la composition de la cantate, et où elle a peut-être été exécutée.

C'est une des premières cantates composées par Bach, quand celui-ci était organiste à Mühlhausen, peu après la cantate 131 Aus der Tiefen rufe ich, Herr, zu dir. Elle a été composée durant les années 1707-1708, Bach avait alors à peine vingt-deux ans. On ne sait que très peu de choses des circonstances de la composition, ni sa date précise de composition, ni même si elle a jamais été jouée.
Elle a probablement été écrite pour des funérailles, ou une messe de souvenir, comme l'indique son intitulé Actus Tragicus bien qu'il soit peu probable que cette dénomination soit de lui. En effet, ce titre a été retrouvé sur une copie de 1768 réalisée par Christian Friedrich Penzel, cantor de Mersebourg par laquelle cette œuvre a été sauvée, le manuscrit autographe étant perdu. Mais le texte pourrait la destiner à la fête de la Purification, de par l'utilisation du Cantique de Siméon, très utilisé pour cette fête religieuse.
Si c'est une cantate destinée à un service funéraire, il pourrait s'agir selon Markus Rathey des funérailles d'Adolph Strecker, maire de la ville, célébrées le 16 septembre 1708, bien que Bach soit alors en poste à Weimar. L'enterrement de l'oncle de Bach, Tobias Lämmerhirt mort le 10 août 1707 à Erfurt est aussi souvent évoqué,. On évoque également les obsèques de Dorothea Susanne Tilesius, la sœur du pasteur Eilmar ; cérémonie célébrée le 3 juin 1708, mais selon A. Dürr cette date est trop tardive étant donné le style de la cantate.

## Style musical

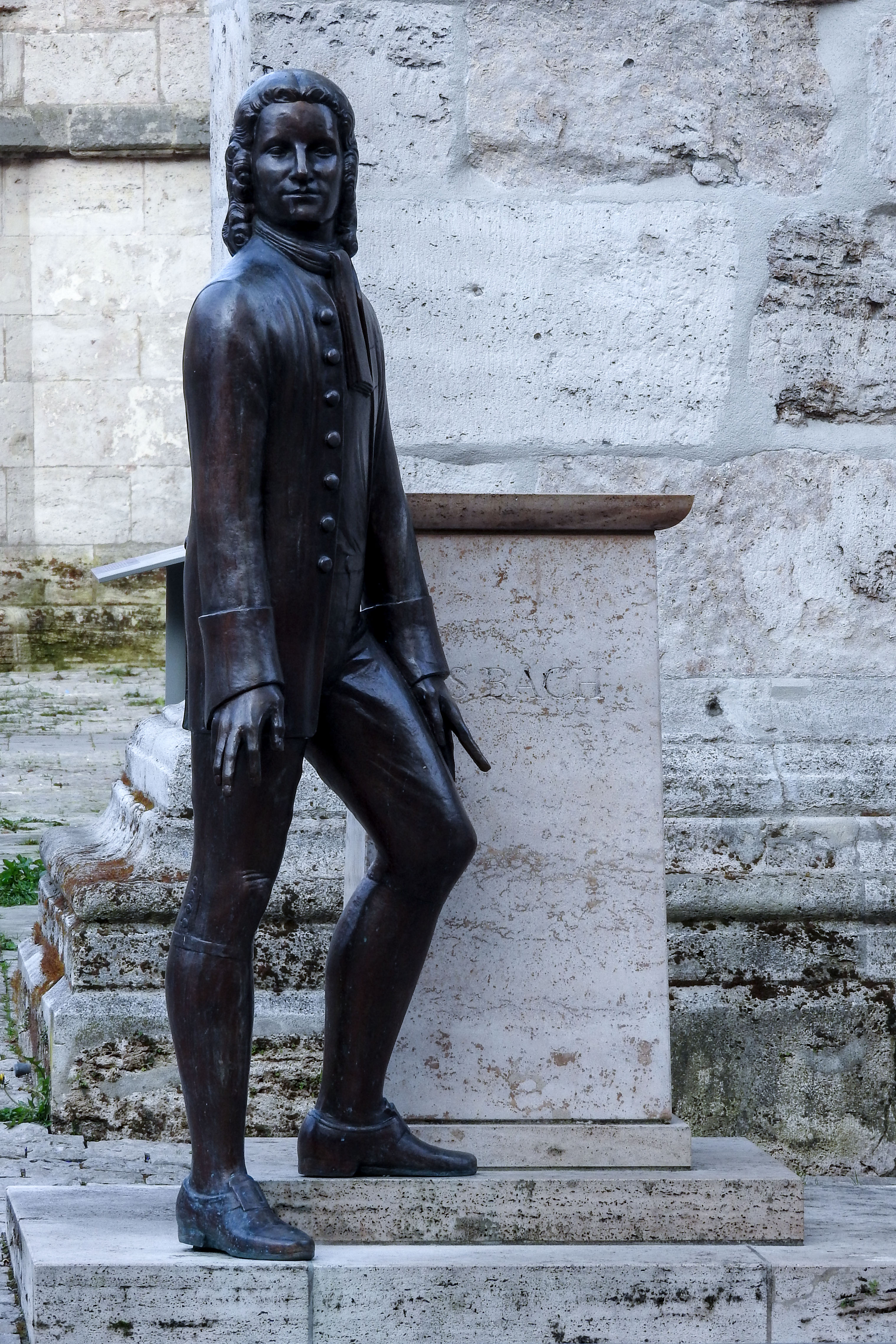
Statue de Bach jeune, à l'âge de composition de la cantate (Mülhausen). Les compositions qu'il y fait, dont l'Actus Tragicus, sont la première marche vers son piédestal.

Le style de la cantate est ancré dans la tradition des cantates baroques allemandes du XVIIe siècle, comme celles de Buxtehude ou Schütz, et des concerts spirituels construits comme une mosaïque de sections, chacune traitant d'un texte spécifique. Bach adoptera ensuite, seulement quelques années plus tard, le découpage en airs et récitatifs du style "italien" des cantates d'église. Toutefois, l'usage plus abondant du choral que chez ses prédécesseurs, distingue déjà le style de Bach; le choral sera toujours un élément important et structurant de la production religieuse de Bach. De même, l'attention particulière à illustrer musicalement la signification spirituelle du texte, qui sera toujours un élément du style musical de Bach, est déjà présent au plus haut degré d'inspiration.
Le caractère « archaïque » de cette cantate se retrouve aussi dans l'instrumentation, unique dans l'abondante production de cantates de Bach : deux flûtes à bec, deux violes de gambe et un orgue, donnant à l'ensemble de l'œuvre un caractère de douceur et d'apaisement, quelque-peu en contradiction avec le titre apocryphe de Actus tragicus. Une contrebasse ou un violoncelle est souvent ajoutée dans les interprétations de cette cantate, doublant l'orgue, mais il est peu probable que cela était l'usage à l'époque. Les flûtes à bec expriment, dans la tradition des concerts spirituels, la « tendresse face à la mort » et Bach réutilisera ce langage dans la cantate BWV 46, tandis que dans le langage musical de Bach, la viole de gambe exprime la « chair nue de l'émotion » comme dans par exemple dans l'air Es ist vollbracht de la Passion selon Saint-Jean.
Les chœurs étaient certainement, à l'époque de Mühlausen, chantés par les quatre solistes : la paroisse de l'Église Saint-Blaise de Mühlhausen (de) où officiait Bach étant d'obédience piétiste, prônant la sobriété musicale, ce qui peut expliquer également la modestie de l'instrumentation et l'atmosphère de recueillement de la cantate.

## Livret

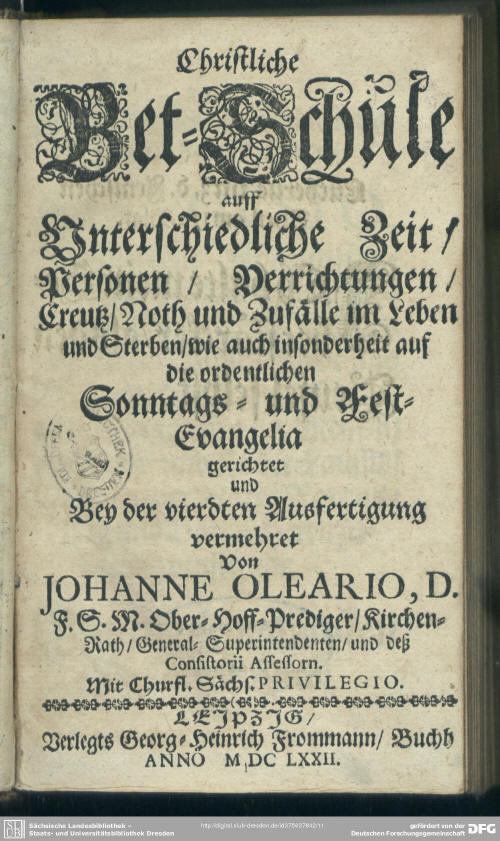
Christliche Bet-Schule auff unterschiedliche Zeit de Johann Olearius, duquel sont peut-être issu les différents passages de la cantate.

Le texte consiste en différents versets de l'Ancien et du Nouveau Testament, ainsi que des versets particuliers de vieux chants religieux de Martin Luther et Adam Reusner, qui tous se rapportent à la finitude et à la mort.
D'après Markus Rathey, qui défend la thèse que la cantate a été composée pour les funérailles d'Adolph Strecker, celui-ci — grand lettré — aurait préparé son enterrement et sélectionné différents segments textuels dans le livret de textes spirituels Ecole chrétienne de la prière (Christliche Betschule) du théologien Johann Olearius, dans lequel on les retrouve dans le même ordre. Bach se serait conformé à ses dernières volontés.
Les textes ont pu aussi être réunis par Georg Christian Eilmar, pasteur de la Marienkirche de Mülhausen (de), grand ami de Bach, ou par Bach lui-même, comme il le réalisera par exemple pour ses motets.
La cantate comprend deux parties bien distinctes : le message de l'Ancien Testament à propos de la mort dans la première partie est confronté au message du Nouveau Testament dans la seconde partie. La séparation de l'Ancien et du Nouveau détermine la structure symétrique de la cantate.
La première partie expose l'« ancienne alliance » (Alte Bund), celle de l'ancien testament : la mort est inévitable, l'Homme doit mourir, au temps choisi par Dieu (wenn er will),. L'Homme doit s'y préparer, « mettre en ordre sa maison » (Bestelle dein Haus) et s'appliquer à la sagesse (auf dass klug werden). La fin de la première partie prépare à la « nouvelle alliance », en annonçant l'arrivée de Jésus (Herr Jesu, komm).
La seconde partie expose la « nouvelle alliance », rendu possible par la venue et la mort du Christ. Sa mort (« je remets mon esprit entre tes mains » (« In deine Hände ») sont une des dernières paroles du Christ) est mis en parallèle avec celle de l'Homme : tout comme la mort du Christ ouvre vers la rédemption (Du hast mich erlöset), la mort de l'Homme mène à sa résurrection au Paradis (Heute wirst du mit mir in Paradies sein). La mort, ayant un sens spirituel, peut être acceptée avec paix et joie (Cantique de Siméon, par le choral Mit Fried und Freud ich fahr dahin : « Dans la paix et dans la joie je m'en vais »).
La cantate se termine par un Gloria dans une version d'Adam Reusner.

## Structure
| n° | Titre                                   | Type                                          | Paroles                                                                                  |
| -- | --------------------------------------- | --------------------------------------------- | ---------------------------------------------------------------------------------------- |
| 1  | -                                       | Sonatine en mi bémol majeur                   | -                                                                                        |
| 2a | Gottes Zeit ist die allerbeste Zeit     | chœur avec choral                             | Ac 17,28                                                                                 |
| 2b | Ach, Herr, lehre uns bedenken           | arioso (ténor)                                | Ps 90,12                                                                                 |
| 2c | Bestelle dein Haus                      | aria (basse)                                  | Es 38,1                                                                                  |
| 2d | Es ist der alte Bund                    | soprano et chœur                              | Ec 14,17,Ap 22,20 Choral : Ich hab’ mein Sach Gott heimgestellt (1589, Johann Leon (de)) |
| 3a | In deine Hände befehl ich meinen Geist  | aria (basse) avec choral                      | Ps 31,5                                                                                  |
| 3b | Heute wirst du mit mir im Paradies sein | arioso et choral (basse et le pupitre d'alti) | Lc 23,43 Choral : Mit Fried und Freud ich fahr dahin (1524, Martin Luther)               |
| 4  | Glorie, Lob, Ehr und Herrlichkeit       | Chœur (choral)                                | Choral: In dich hab ich gehoffet, Herr (1533, Adam Reusner)                              |

Structure chiasmatique de l'oeuvre :

- Sonatine
- Chœur avec choral
  - Arioso
    - Aria
      - Chœur

    - Aria

  - Arioso
- Chœur avec choral

## Postérité
Cette cantate a été une des premières remarquées et jouées lors du « renouveau » de la musique de Bach au XIXe siècle. Elle a été publiée en 1830 chez Simrock, à Bonn et très souvent jouée dès lors en Allemagne et en Autriche.
Cette cantate a été remarquée et dirigée en 1874 par César Franck.